# Medaglia commemorativa per i volontari del Limburgo
La medaglia commemorativa per i volontari del Limburgo (tedesco: Erinnerungsmedaille für die Freiwilligen aus die Provinz Limburg) fu una medaglia per campagna di guerra dell'Impero austriaco.

## Storia
Questa onorificenza fu voluta dall'Imperatore Leopoldo II nel 1790 per ricompensare i numerosi volontari pervenuti in quello stesso anno dalla provincia del Limburgo in aiuto all'esercito austriaco, per combattere nella comune guerra per la soppressione della ribellione in Austria. La medaglia venne successivamente riconiata per ricompensare quanti si fossero distinti negli scontri con la Francia tra il 1792 ed il 1793.

## Insegne
La medaglia era realizzata in oro per gli ufficiali, in argento per i sottufficiali e in bronzo per la truppa. Sul diritto, essa mostrava il profilo del fondatore, rivolto verso destra, circondato dalla scritta LEOPOLDVS·II·AVG·DVX·LIMBVRGI· ("Leopoldo II Augusto, Duca di Limburgo" il che rientrava all'interno dei titoli di collazione imperiale). Sul retro si trovavano intrecciati in una corona un ramo d'alloro ed uno di quercia con la scritta FIDIS·FORTIBVSQVE·VOLVNTARIIS·LIMBVGENSIBVS· PALMA·MDCCXC· (Ai benemeriti e coraggiosi volontari limburghesi, la palma 1790).
La medaglia si indossava sulla parte sinistra del petto ed era agganciata ad un nastro rosso con una striscia blu per parte.